# Rio Loiret
O rio Loiret é um pequeno rio do departamento de Loiret, na região Centro, e que é afluente do rio Loire.
Da nascente até a foz, o rio Loiret faz um percurso total de 12 km. O departamento de Loiret tem este nome em função do rio. A sul de Orleães (Orléans), e com os seus pitorescos moinhos de água antigos, é um destino popular para caminhadas e viagens de barco. A nascente do rio está em Orléans-la-Source, e a foz em Saint-Hilaire-Saint-Mesmin, a sudoeste de Orléans.